# Žulová
Žulová település Csehországban, a Jeseníki járásban. Žulová Vlčice, Skorošice, Kobylá nad Vidnavkou, Vápenná, Černá Voda és Bernartice településekkel határos. Lakosainak száma 1125 fő (2024. január 1.).

## Népesség
A település lakosságának változását az alábbi diagram mutatja:
| Lakosok száma | 1606 | 1658 | 1883 | 1241 | 1437 | 1370 | 1239 | 1247 | 1155 | 1125 |
|               | 1869 | 1890 | 1921 | 1950 | 1980 | 2001 | 2017 | 2019 | 2022 | 2024 |